# Chanson populaire en Chine
La chanson populaire en Chine est une partie du folklore d'une extraordinaire variété au travers des dialectes utilisés ou des thèmes abordés. Son histoire est vieille de plusieurs millénaires.
La chanson populaire est généralement appelée en chinois par les folkloristes minge (chinois : 民歌 ; pinyin : míngē). Le terme s'appliquait à l'origine aux recueils de chansons publiés à partir de la fin du xve siècle, avant de prendre un sens plus général. D'autres termes désignant dans un premier temps un genre de chanson spécifique ont ensuite pris le sens de chanson populaire en général. C'est le cas de « chanson de montagne » (shange) ou de « chanson pour rythmer le repiquage du riz ». Certains noms de mélodie désignent toutes les chansons chantées sur cette mélodie, ainsi de guazhier ou de matoudiao.
Le plus ancien recueil de poésie chinoise, le Classique des vers (Shi jing), contient une section composée de chansons populaires, chants locaux provenant d'une quinzaine de royaumes (guofeng). La chanson populaire a de façon continue irrigué la « grande littérature », écrite par des lettrés. Sous la dynastie Han, un Bureau de la musique (Yuefu) était chargé de collecter les chansons populaires (d'où leur nom de yuefu), afin de faire connaître l'état de l'opinion au pouvoir. Ces yuefu ont été imités par les lettrés au point qu'il est parfois difficile de savoir s'il s'agit de véritable chanson populaire ou d'une imitation. Par la suite, les lettrés ont souvent cherché l'inspiration dans le registre amoureux auprès des courtisanes,.

## Principaux recueils
Le Recueil de poèmes chantés de Guo Maoqian (en) (xiie siècle) contient des chansons populaires datant des Han aux Tang. Certaines chansons de la dynastie Tang ont été découvertes parmi les manuscrits de Dunhuang. Sous la dynastie Ming se produit un véritable engouement pour la chanson populaire, et des recueils sont publiés par dizaines aux xvie et xviie siècles. Les plus connus sont dus à Feng Menglong, le Shange (山歌, shāngē Chansons de montagne) et le Guazhier (挂枝儿 / 挂枝兒, guàzhīér Sur la mélodie guazhier), parus entre 1609 et 1619. Le mouvement du 4 mai 1919 donne une nouvelle impulsion à l’attention portée à la littérature populaire. Liu Fu et Li Jiarui font paraître en 1932 le Premier Catalogue général des chansons populaires chinoises : 6000 titres sont recensés (comprenant aussi des airs d'opéras et des ballades).